# Lemophagus errabundus
Lemophagus errabundus là một loài tò vò trong họ Ichneumonidae.